# Голубая нота
«Голубая нота» (фр. La note bleue; другое название «Прощальное послание») — французский драматический художественный фильм 1991 года режиссёра Анджея Жулавского. В главных ролях — Феодор Аткин, Мари-Франс Пизье и Софи Марсо.
Совместное производство студий Эрато Филмс (англ. Erato Films), Дж. Филмс (G.Films) и Олиан Продакшн (Oliane Productions).

## Сюжет
Фильм "Blue Note" описывает летнюю встречу известных художников и интеллектуалов в поместье Жоржа Санд в Ноан-Вик в 1846 году. Среди гостей - Фредерик Шопен, Эжен Делакруа, Полина Виардо, Иван Тургенев, Адальберт Гжимала, Лауре Чосновска и Фернанд де Преол. Сюжет фильма завязывается вокруг сложных отношений и конфликтов между этими персонажами. Шопен страдает от пневмонии, одержим завершением своих недописанных композиций и отвергает ухаживания Соланж, дочери Жоржа. Сама Жорж является самопровозглашенной социалисткой, отказывается от своих слуг и критикует Тургенева за то, что он всё ещё имеет слуг в России. Во время обеда Жорж шокирует остальных гостей, заявив, что в каждом восстании из-за обид есть что-то хорошее. История продолжается с побочными сюжетами, связанными с украденной любовью, тайными романами, физическими травмами и болезнями, и даже пожаром. Фильм заканчивается тем, что Жорж читает из своего последнего романа, пока гости объявляют свои планы на будущее на сцене перед странными существами в подвале, а Шопен и Жорж остаются одни, когда пожар бушует за окном.

## В ролях
- Феодор Аткин — Эжен Делакруа
- Мари-Франс Пизье — Жорж Санд
- Софи Марсо — Соланж Санд
- Януш Олейничак — Фридерик Шопен
- Серж Ренко — Иван Тургенев
- Орельен Рекуан[фр.] — Огюст Клезингер
- Реджеп Митровица — Александр Дюма-сын
- Ноэми Надельман — Полина Виардо
- Серж Ридо — Луи Виардо

## Съёмочная группа
- Режиссёр — Анджей Жулавский
- Сценарий — Анджей Жулавский
- Композитор — Фридерик Шопен
- Оператор — Анджей Ярошевич
- Монтаж — Мари-Софи Дюбюс